# Asche und Diamant
Asche und Diamant ist ein polnischer Spielfilm von Andrzej Wajda aus dem Jahre 1958. Der Film entstand nach dem gleichnamigen Roman von Jerzy Andrzejewski.

## Handlung
Der Film spielt am 8. Mai 1945 in einem kleinen Ort in Polen. Deutschland hat an diesem Tag kapituliert und der Zweite Weltkrieg ist in Europa beendet. Maciek und Andrzej sind Soldaten der Polnischen Heimatarmee. Nach dem Kampf gegen die deutschen Besatzer kämpfen sie nun gegen die Kommunisten, die die Herrschaft in Polen an sich reißen. Sie erhalten den Auftrag, den kommunistischen Parteisekretär Szczuka zu töten. Der erste Anschlag schlägt fehl. Statt Szczuka kommen dabei zwei Zivilisten ums Leben. Die beiden erhalten eine zweite Chance. Diesmal sollen sie Szczuka im führenden Hotel des Ortes töten. In diesem Hotel Monopol wird eine große Feier für den künftigen Minister und jetzigen Bürgermeister des Ortes organisiert. Dessen Sekretär Drewnowski ist mit dieser Aufgabe befasst. Er war bereits beim ersten Anschlag anwesend, und es stellt sich heraus, dass er ein Doppelagent ist. Maciek bandelt im Hotel mit der Bardame Krystyna an. Sie verbringen eine Liebesnacht und spazieren durch den Ort. Schließlich gelangen sie in eine zerbombte Kirche, wo Krystyna ein Gedicht von Norwid entdeckt. Der Ort ist stark zerstört durch eine Racheaktion der Deutschen nach dem Warschauer Aufstand. In einer Krypta entdeckt Maciek die aufgebahrten Leichen der von ihm getöteten Zivilisten. Er erinnert sich an seinen Auftrag und macht sich dazu auf. In der Stadt trifft er auf Szczuka und erschießt ihn. Als Szczuka tot zu Boden fällt, beginnt ein Feuerwerk zu Ehren des beendeten Krieges.
Am nächsten Tag trifft Maciek seinen Freund Andrzej. Mit einem LKW wollen sie die Stadt verlassen. Als sie Drewnowski sehen, wittert Maciek Verrat. Drewnowski hat jedoch seinen Posten als Sekretär bereits in der Nacht verloren und will die beiden warnen. Maciek jedoch flieht und läuft einer Patrouille in die Arme. Er wird angeschossen und stirbt auf einer Müllhalde.

## Kritiken
„Andrzej Wajda schildert die nationale Tragödie Polens voller Bitterkeit und tragischer Ironie in meisterhafter filmischer Gestaltung.“

## Auszeichnungen
- Internationale Filmfestspiele von Venedig 1959: FIPRESCI-Preis

Andrzej Wajda und sein Hauptdarsteller Zbigniew Cybulski erhielten außerdem 1960 eine Nominierung für den British Film Academy Award, Wajda in der Kategorie „Bester Film“ und Cybulski in der Kategorie „Bester ausländischer Schauspieler“. Ebenfalls 1960 wurde die Hauptdarstellerin Ewa Krzyżewska in Frankreich mit dem Étoile de Cristal als beste ausländische Darstellerin ausgezeichnet.